# El Alma Joven
El Alma Joven... es el primer álbum estudio debut del cantautor mexicano Juan Gabriel, lanzado al mercado por RCA Records (antes RCA Víctor) el 4 de agosto de 1971. 
Presentado al público y a la prensa en Venezuela, el disco fue publicado por RCA Victor en México, donde Juan Gabriel realizó su primer trabajo discográfico en la división Serie Juventud del sello discográfico. Se lanzó para promoción y venta un EP con los temas «No Tengo Dinero», «La más Querida», «Tres Claveles y Un Rosal» y «Como Amigos».
De este álbum se hicieron clásicos los sencillos «No tengo dinero» y «Me he quedado solo», y los temas «La más querida» y «Tres claveles y un rosal», que años después fueron incluidas en la banda sonora de la película En esta primavera, donde actuó también el artista. El álbum, desde su publicación, ha vendido más de 2 millones de copias en el mundo.

## Versiones en otros idiomas
El tema «No Tengo Dinero» fue grabado en japonés y en portugués. El primero, como «Canega nai Qeledo Mo», se incluyó en el álbum recopilatorio 25 aniversario. Solos, duetos y versiones especiales de 1996 y el segundo, nombrado como «Nao Tenho Dinheiro», en el disco Debo hacerlo de 1987.
La canción «Lily» se grabó más adelante en portugués. Esta versión se incluyó en el álbum Debo hacerlo de 1987, con el título de «Vive».
«Gitomino Quireina Anoco», la versión en japonés de «Me he Quedado Solo», también se incluyó en el recopilatorio de los 25 años de carrera artística de Juan Gabriel, de 1996.

## Arte e ilustraciones
La sesión de fotografías para el arte del álbum y de los sencillos, se realizó en el parque de la Alameda Central, en el centro histórico de la Ciudad de México.
Juan Gabriel aparece con el cabello estilizado, vestido con una camisa de cuello beige estampada con tonos rojos y rosas, junto con un chaleco y pantalones acampanados rosas, con accesorios dorados. Para otras fotos, se utilizó una vestimenta e indumentaria distintas.

## Lista de canciones
Todos los temas compuestos por Alberto Aguilera Valadez.

| N.º | Título                      | Duración |  |
| 1.  | «No Tengo Dinero»           | 3:06     |  |
| 2.  | «Tres Claveles y un Rosal»  | 2:25     |  |
| 3.  | «Me he Quedado Solo»        | 3:24     |  |
| 4.  | «La más Querida»            | 2:35     |  |
| 5.  | «Lily»                      | 3:23     |  |
| 6.  | «En el Mundo ya no hay Paz» | 4:02     |  |
| 7.  | «El Pueblo de la Tristeza»  | 1:57     |  |
| 8.  | «Por las Mañanas»           | 2:19     |  |
| 9.  | «Como Amigos»               | 3:29     |  |
| 10. | «Voy a Comprobarte»         | 3:05     |  |

## Charts y certificaciones

### Posicionamiento en listas

#### Sencillos
| Año  | Sencillo                                | Posición pico en México | Ventas  |
| ---- | --------------------------------------- | ----------------------- | ------- |
| 1971 | «No Tengo Dinero»/ «La más Querida»     | #1                      | : 1 000 |
| 1971 | «No Tengo Dinero»/ «La más Querida»     | —                       | : 1 000 |
| 1972 | «Me he Quedado Solo»/ «Por las Mañanas» | #3                      | —       |
| 1972 | «Me he Quedado Solo»/ «Por las Mañanas» | —                       | —       |

### Certificaciones
| País/región | Organismo certificador | Certificación | Ventas certificadas | Ref.  |
| ----------- | ---------------------- | ------------- | ------------------- | ----- |
| México      | AMPROFON               | Oro           | 1 000               | [ 7 ] |

## Créditos y personal
- Alberto Aguilera Valadez - voz y composición.
- Chucho Ferrer - arreglos y dirección en «No Tengo Dinero», «Tres Claveles y un Rosal» y «Como Amigos».
- Pocho Pérez - arreglos y dirección en «Me he Quedado Solo», «La más Querida» y «En el Mundo ya no hay Paz»
- Eduardo Magallanes - arreglos y dirección en «El Pueblo de la Tristeza» y «Por las Mañanas»
- Jonathan Zarzora - arreglos y dirección en «Lily» y «Voy a Comprobarte»